# Fenêtre dynamique
En planification de mouvement dans la robotique, l'approche par fenêtre dynamique est une stratégie en ligne d'évitement des collisions pour robots mobiles développée par Dieter Fox, Wolfram Burgard et Sebastian Thrun en 1997. Contrairement aux autres méthodes d'évitement, l'approche par fenêtre dynamique découle directement de la dynamique du robot, et est spécialement prévue pour faire face aux contraintes imposées par les vitesses et accélérations limitées du robot. 
Elle consiste en deux composants principaux, générant tout d’abord un espace de recherche valide et, en second lieu, une solution optimale dans l’espace de recherche. Chez Fox et ses collaborateurs, l'espace de recherche est limité aux trajectoires circulaires sûres qui peuvent être atteintes dans un court intervalle de temps et sont exemptes de collisions. L'objectif d'optimisation consiste à sélectionner un cap et une vitesse qui amène le robot à l'objectif avec le dégagement maximal par rapport à tout obstacle. 